# Microtrypetes iola
Microtrypetes iola é uma espécie de gastrópode do gênero Microtrypetes, pertencente a família Terebridae.